# Spellemannprisen 2007
Spellemannprisen 2007 delades ut i Oslo Spektrum i Oslo, Norge lördag 2 februari 2008.
Prisutdelningen direktsändes på norska TV 2 med Harald Rønneberg och Thomas Numme som programledere.

## Pristagare

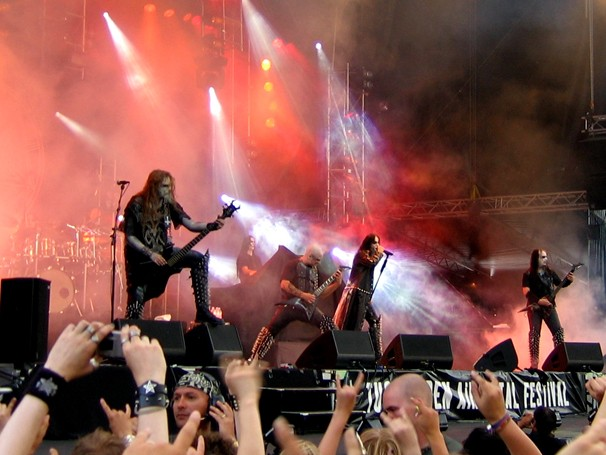
Dimmu Borgir gjorde årets musikvideo

- Kvinnlig artist: Susanne Sundfør - Susanne Sundfør (Your Favourite Music)
- Manlig artist: Magnet - The Simple Life (Sony BMG)
- Popgrupp: Superfamily - Warszawa (Propeller Rec.)
- Elektronika: Salvatore - Days Of Rage (Racing Junior)
- Samtidsmusik: Kari Rønnekleiv - Ole-Henrik Moe: Ciaccona/3 Persephone Perceptions (Rune Grammofon)
- Rock: My Midnight Creeps - Histamin  (MMC Records)
- Blues: Grande - Uppers, Downers, Screamers & Howlers (Fabuloso Records)
- Country: Hellbillies - Spissrotgang (EMI Music Norway)
- Metal: Mayhem - Ordo Ad Chao (Season of Mist)
- Hip-hop: Madcon - So Dark The Con Of Man (Bonnier Amigo)
- Folkmusik/gammaldans: Sigrid Moldestad - Taus (Heilo)
- Dansorkester: Anne Nørdsti - Livli’ På Låven (Tylden & Co)
- Jazz: Petter Wettre - Fountain Of Youth (Household Records)
- Klassisk musik: Bergen Philharmonic Orchestra - Prokofiev: Romeo & Juliet (Bis Records AB)
- Visa: Henning Kvitnes - Stemmer I Gresset (Bonnier Amigo/Scandicana)
- Öppen klass: Live Maria Roggen - Circuit Songs (Jazzland)
- Barnskiva: Rasmus Og Verdens Beste Band - Kyssing E Hæsli… (MBN)
- Årets musikvideo: Dimmu Borgir - The Serpentine Offering (Nuclear Blast) Regi: Patrick Ullaeus
- Årets nykomling: Tine Thing Helseth - Haydn/Hummel/Albinoni/Neruda (Simax Classics)
- Årets hit: Madcon - “Beggin’” (Bonnier Music)
- Årets spellemann: Hellbillies
- Hederspris: DumDum Boys
- Branschpris: Rolv Løvland